# Volcán Barú
De Volcán Barú (ook wel Barú of Volcán de Chiriqui genoemd) is met zijn 3.474 meter de hoogste berg van Panama. De berg ligt in het gelijknamige nationaal park in het uiterste westen van het land op circa 35 kilometer van de grens met Costa Rica in het Cordillera de Talamanca-gebergte.

## Eruptie
De laatste grote uitbarsting van de vulkaan was ongeveer 500 na Chr. Er is enig bewijs van een latere uitbarsting rond 1550 na Chr. Echter in 2006, was er een aardbeving onder de berg, daardoor vreest men dat hij later nog een keer zou kunnen uitbarsten.

## Galerij

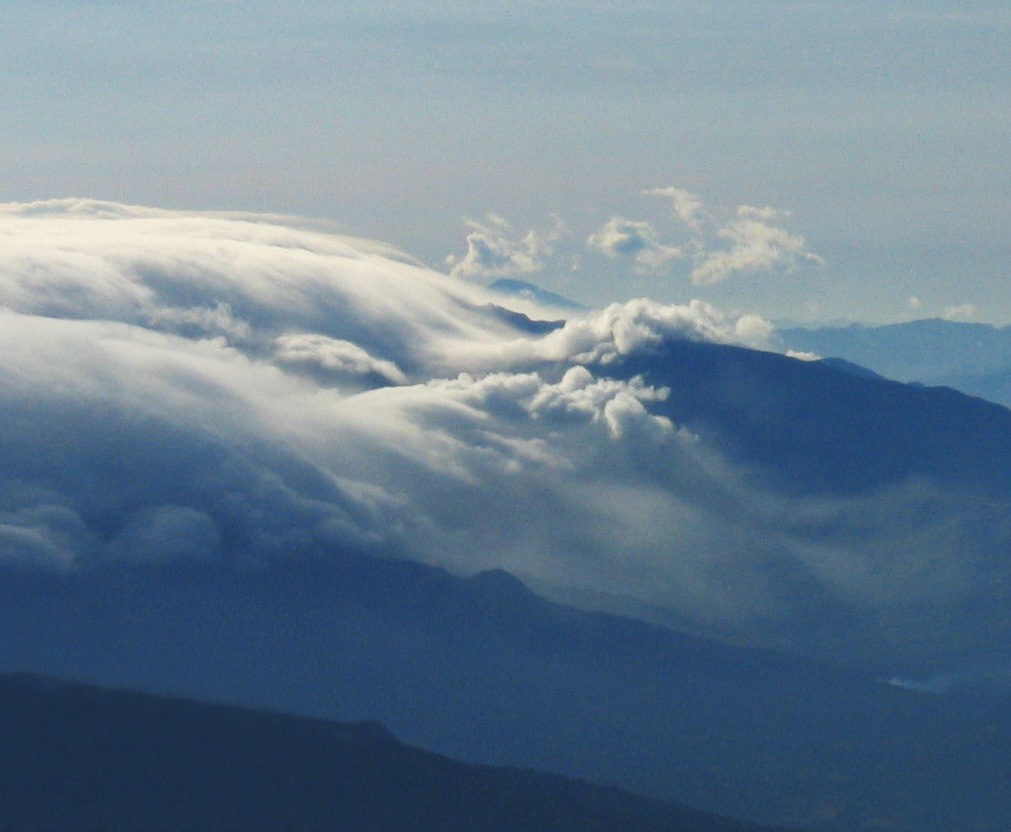
Wolk, gezien vanaf Volcán Barú.
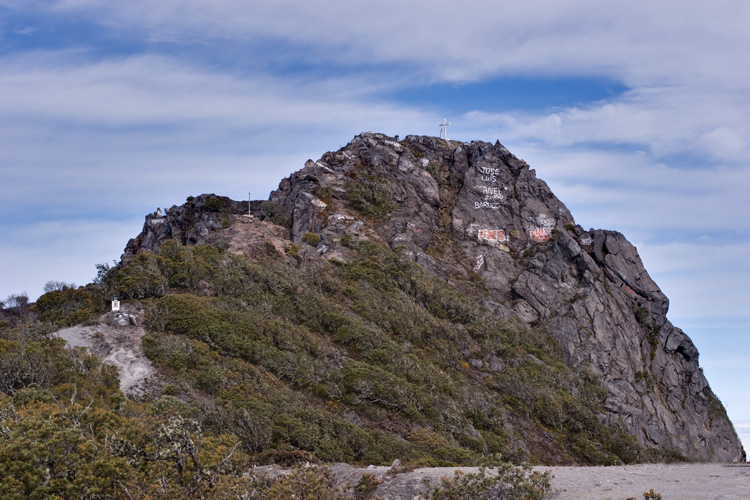
De top.
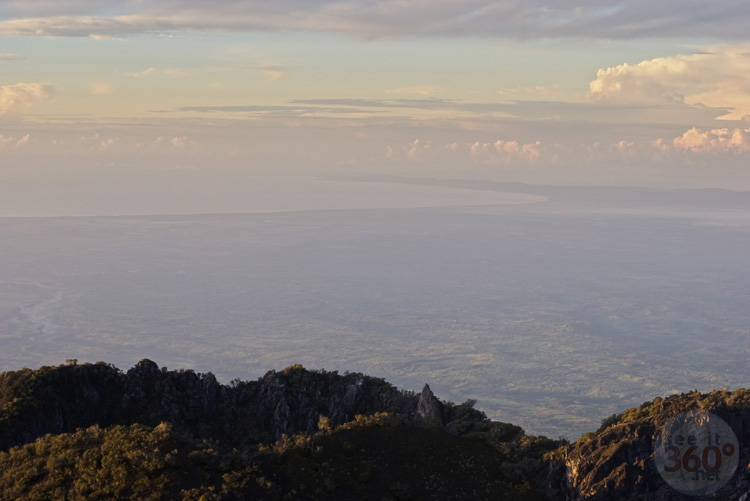
Grote Oceaan vanaf de top gezien.